# Arsenal (New York)

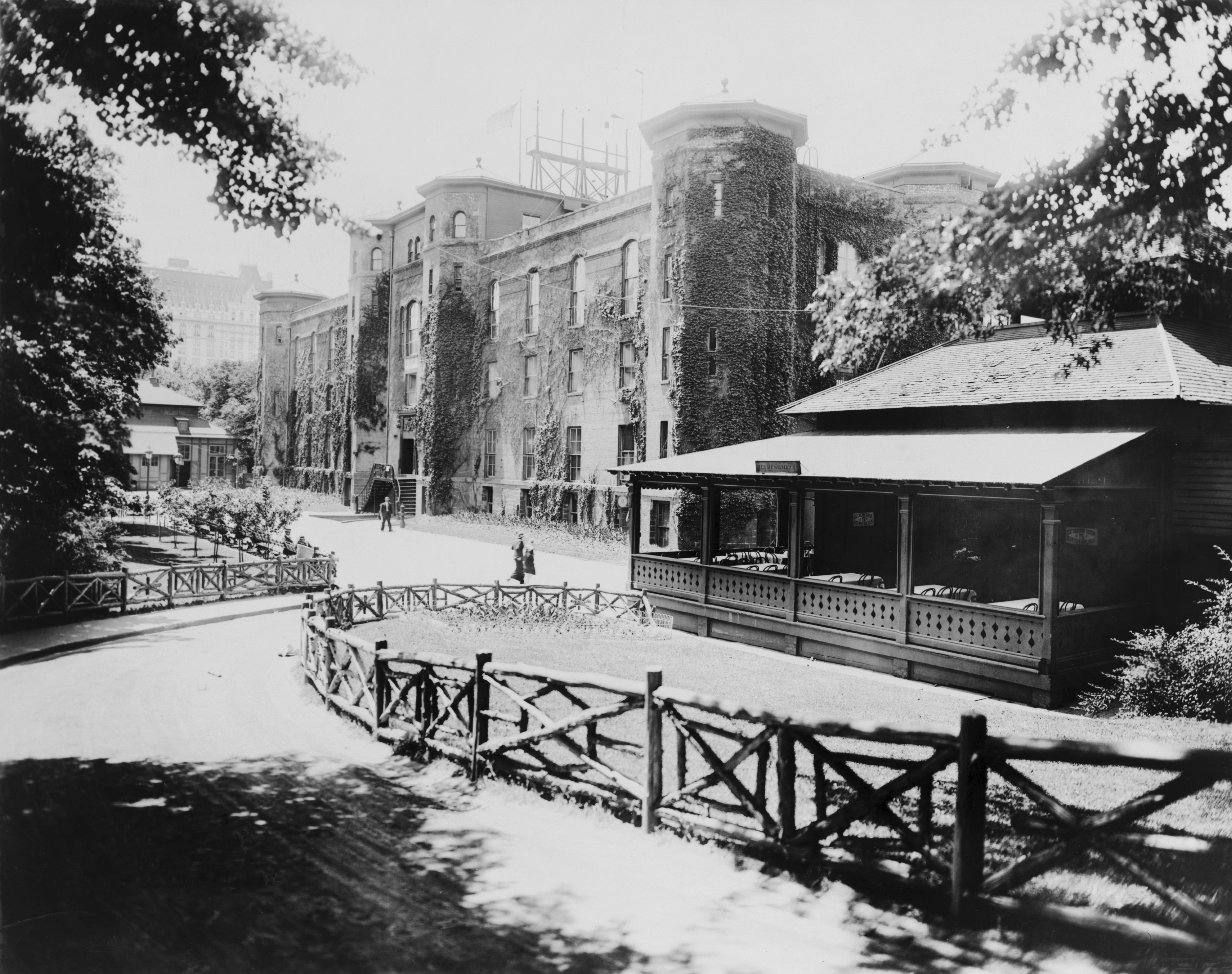
L'Arsenal en 1911, à l'arrière.

L'Arsenal est un bâtiment symétrique en briques, avec des éléments de style néogothique, situé dans Central Park, près du zoo de Central Park. Il a été construit entre 1847 et 1851, comme dépôt d'armes et de munitions de la Milice de l'État de New York, section de la future New York Army National Guard. C'est le deuxième plus vieux bâtiment construit dans Central Park, avant même la construction du parc. Seul le Blockhouse N°1 est plus ancien.
L'Arsenal a été conçu par l'architecte Martin E. Thompson, initialement formé comme menuisier, qui avait été partenaire de l'architecte Ithiel Town et est devenu l'un des fondateurs de l'Académie américaine des beaux-arts (National Academy of Design). La structure symétrique de Thompson, en brique en appareil anglais, avec des boutisses (briques dont la face la plus petite est visible) tous les cinq rangs, présente un bloc central à la manière d'une guérite fortifiée flanquée de tours semi-octogonales. (En architecture, un appareil est la façon dont les moellons, les pierres de taille, les dalles, les pavés ou les briques sont assemblés dans la maçonnerie). La destination militaire de l'immeuble est indiquée par l'encadrement de la porte en menuiserie avec un pygargue à tête blanche disposé entre des piles de boulets de canon au-dessus de la porte, ainsi que des sabres croisés et des piques empilées représentés dans les panneaux flanquants. Le hall contient une série de peintures murales du sol au plafond réalisées par Allen Saalburg de 1935 à 1936, combinant des vignettes historiques de la vie new-yorkaise pendant la guerre de Sécession, avec des rouleaux ornementaux et des arabesques.
À la suite de projets de démolition en raison du mécontentement de son apparence, le bâtiment est devenu plus largement utilisé dans les années 1920 et a été rénové dans les années 1930. Le bâtiment abrite actuellement les bureaux du département des Parcs et des Loisirs de la ville de New York, de la City Parks Foundation, de l'Historic House Trust et du zoo de Central Park tout proche, ainsi qu'une galerie d'art connue sous le nom d'Arsenal Gallery, mais il a également servi comme zoo, comme commissariat de police et comme service météorologique et abritait les collections du Musée américain d'histoire naturelle pendant la construction du musée,.
Le « Greensward Plan », le plan original de Central Park, est conservé au troisième étage.
En 1967, la Commission de conservation des monuments de la ville de New York a inscrit l'Arsenal sur la liste des sites historiques d'intérêt national (National Historic Landmarks, NHL) de New York.